# Donnelly P. Bolton

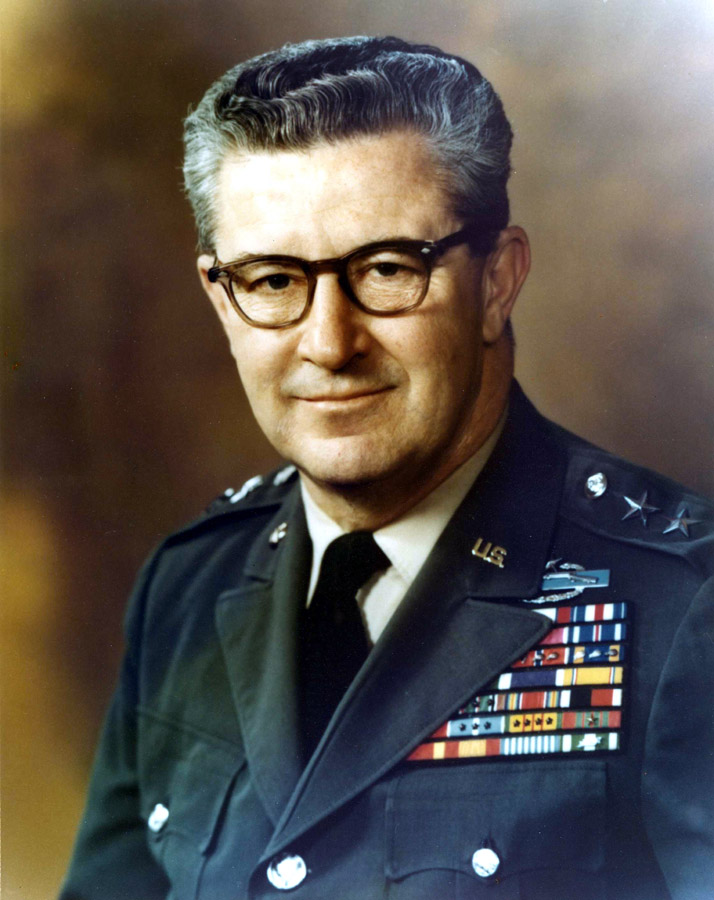
Donnelly Paul Bolton

Donnelly Paul Bolton (* 9. Mai 1919 in Illinois; † 11. September 2000 in San Antonio, Texas) war ein Generalmajor der United States Army.
In den Jahren 1938 bis 1942 durchlief er die United States Military Academy in West Point. Nach seiner Graduation wurde er als Leutnant der Infanterie zugeteilt. In der Armee durchlief er anschließend alle Offiziersränge bis zum Zweisterne-General.
Im Lauf seiner militärischen Karriere absolvierte Bolton verschiedene Kurse und Schulungen. Dazu gehörten unter anderem das British Joint Services Staff College und das United States Army War College.
Der Beginn seiner militärischen Laufbahn fiel in die Zeit des Zweiten Weltkriegs. Dabei wurde er als junger Offizier auf dem europäischen Kriegsschauplatz eingesetzt. Er gehörte zu den Truppen die über Frankreich nach Deutschland vordrangen. In späteren Jahren nahm er sowohl am Koreakrieg als auch am Vietnamkrieg teil. In Korea kommandierte er das 9. Infanterieregiment das zur 2. Infanteriedivision gehörte. Für seine Verdienste dort wurde er mit dem Orden Silver Star ausgezeichnet.
In der zweiten Hälfte der 1960er Jahre war Bolton mehrfach in Vietnam eingesetzt, wo er zu unterschiedlichen Zeiten Stabschef der Einheit I Field Force, als Assistant Division Commander Stabsoffizier bei der 25. Infanteriedivision und Stabsoffizier im Hauptquartier der amerikanischen Streitkräfte (Military Assistance Command, Vietnam) war. Von 1969 bis 1973 war er Stabsoffizier im Department of the Army. Zwischenzeitlich kommandierte er die erste Brigade der 1. Panzerdivision in Fort Hood. Donnelly Bolton wurde schließlich zur damaligen United States Army Pacific versetzt, wo er Generalstabsoffizier für Operationen (G3) wurde. Im September 1974 übernahm er das Kommando über die United States Army Pacific, die damals noch anders gegliedert war, als heute. In seiner Funktion als deren Kommandeur löste er Richard G. Stilwell ab. Gleichzeitig kommandierte er auch das US Army Support Command die CINCPAC Support Group in Fort Shafter.
Nachdem er im August 1975 sein Kommando an Thomas U. Greer übergeben hatte, ging er am 1. September in den Ruhestand. Er starb am 11. September 2000 in San Antonio.

## Orden und Auszeichnungen
Donnelly erhielt im Lauf seiner militärischen Laufbahn unter anderem folgende Auszeichnungen:
- Army Distinguished Service Medal
- Silver Star
- Legion of Merit
- Distinguished Flying Cross
- Bronze Star Medal
- Air Medal
- Purple Heart
- Combat Infantryman Badge